# Swampscott
Swampscott es un pueblo ubicado en el condado de Essex en el estado estadounidense de Massachusetts. En el Censo de 2010 tenía una población de 13.787 habitantes y una densidad poblacional de 793,32 personas por km².

## Geografía
Swampscott se encuentra ubicado en las coordenadas 42°28′5″N 70°53′29″O / 42.46806, -70.89139. Según la Oficina del Censo de los Estados Unidos, Swampscott tiene una superficie total de 17.38 km², de la cual 7.83 km² corresponden a tierra firme y (54.95%) 9.55 km² es agua.

## Demografía
Según el censo de 2010, había 13.787 personas residiendo en Swampscott. La densidad de población era de 793,32 hab./km². De los 13.787 habitantes, Swampscott estaba compuesto por el 94.64% blancos, el 1.2% eran afroamericanos, el 0.09% eran amerindios, el 1.92% eran asiáticos, el 0.03% eran isleños del Pacífico, el 0.69% eran de otras razas y el 1.43% pertenecían a dos o más razas. Del total de la población el 2.57% eran hispanos o latinos de cualquier raza.